# 아르곤 (음악 그룹)
아르곤(Argon, ARGON)은 대한민국의 6인조 보이 밴드이다. 이 그룹은 2019년 3월 11일 싱글 Master Key로 데뷔하였다.

## 구성원
구성원은 다음과 같다.
- 카인 - 리더, 래퍼
- 하늘 - 래퍼, 보컬
- 로엘 - 보컬
- 여운 - 보컬
- 곤 - 보컬
- 재운 - 래퍼

## 디스코그래피

### EP
- Go Forward: Wide Dream

### 싱글 음반
- Master Key

### 싱글
- Master Key
- Give Me Dat